# Färjestaden
Färjestaden er den største by i Mörbylånga kommun, Kalmar län, og den største by på Öland i Sverige. Byen opstod i færgetiden, hvor der gik færger mellem Öland og fastlandet, hvilket har givet byen sit navn, "færgebyen".
Ved færgelejet åbnede der i 1910 en jernbanelinje som forbandt byen med resten af øen. Ölandsbron, der ligger nord for byen, blev indviet i 1972 og erstattede helt færgesejladsen. Mange af byens indbyggere pendler til deres arbejde i Kalmar på fastlandet.